# سوکوبوس (فیلم)
سوکوبوس (انگلیسی: Succubus؛ ‏ آلمانی: Necronomicon - Geträumte Sünden) یک فیلم درام ترسناک به کارگردانی خسوس فرانکو محصول سال ۱۹۶۸است. از بازیگران آن می‌توان به جنین ریناو، جک تیلور و هوارد ورنون اشاره کرد.